# Bassy
Pour les articles homonymes, voir Bassy (homonymie).
Bassy est une commune française, qui fait partie du canton de Seyssel, située dans le département de la Haute-Savoie en région Auvergne-Rhône-Alpes.

## Géographie

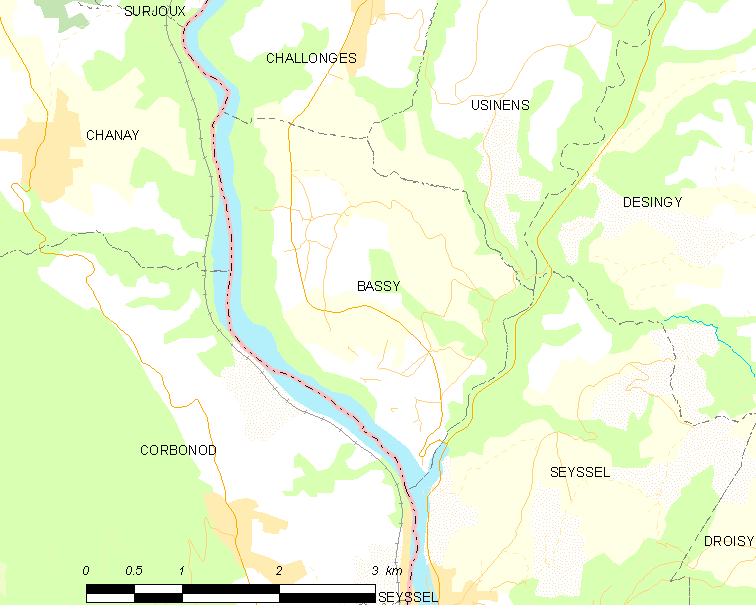
Bassy et les communes voisines.

Le territoire de la commune est situé entre le Rhône et son affluent les Usses à l'ouest du département de la Haute-Savoie.

## Urbanisme

### Typologie
Au 1er janvier 2024, Bassy est catégorisée commune rurale à habitat dispersé, selon la nouvelle grille communale de densité à sept niveaux définie par l'Insee en 2022.
Elle est située hors unité urbaine. Par ailleurs la commune fait partie de l'aire d'attraction de Genève - Annemasse (partie française), dont elle est une commune de la couronne,. Cette aire, qui regroupe 158 communes, est catégorisée dans les aires de 700 000 habitants ou plus (hors Paris),.

### Occupation des sols
L'occupation des sols de la commune, telle qu'elle ressort de la base de données européenne d’occupation biophysique des sols Corine Land Cover (CLC), est marquée par l'importance des territoires agricoles (68,9 % en 2018), en augmentation par rapport à 1990 (63,9 %). La répartition détaillée en 2018 est la suivante : 
terres arables (40,6 %), forêts (23,5 %), zones agricoles hétérogènes (16 %), prairies (12,2 %), eaux continentales (7,7 %).
L'IGN met par ailleurs à disposition un outil en ligne permettant de comparer l’évolution dans le temps de l’occupation des sols de la commune (ou de territoires à des échelles différentes). Plusieurs époques sont accessibles sous forme de cartes ou photos aériennes : la carte de Cassini (XVIIIe siècle), la carte d'état-major (1820-1866) et la période actuelle (1950 à aujourd'hui).

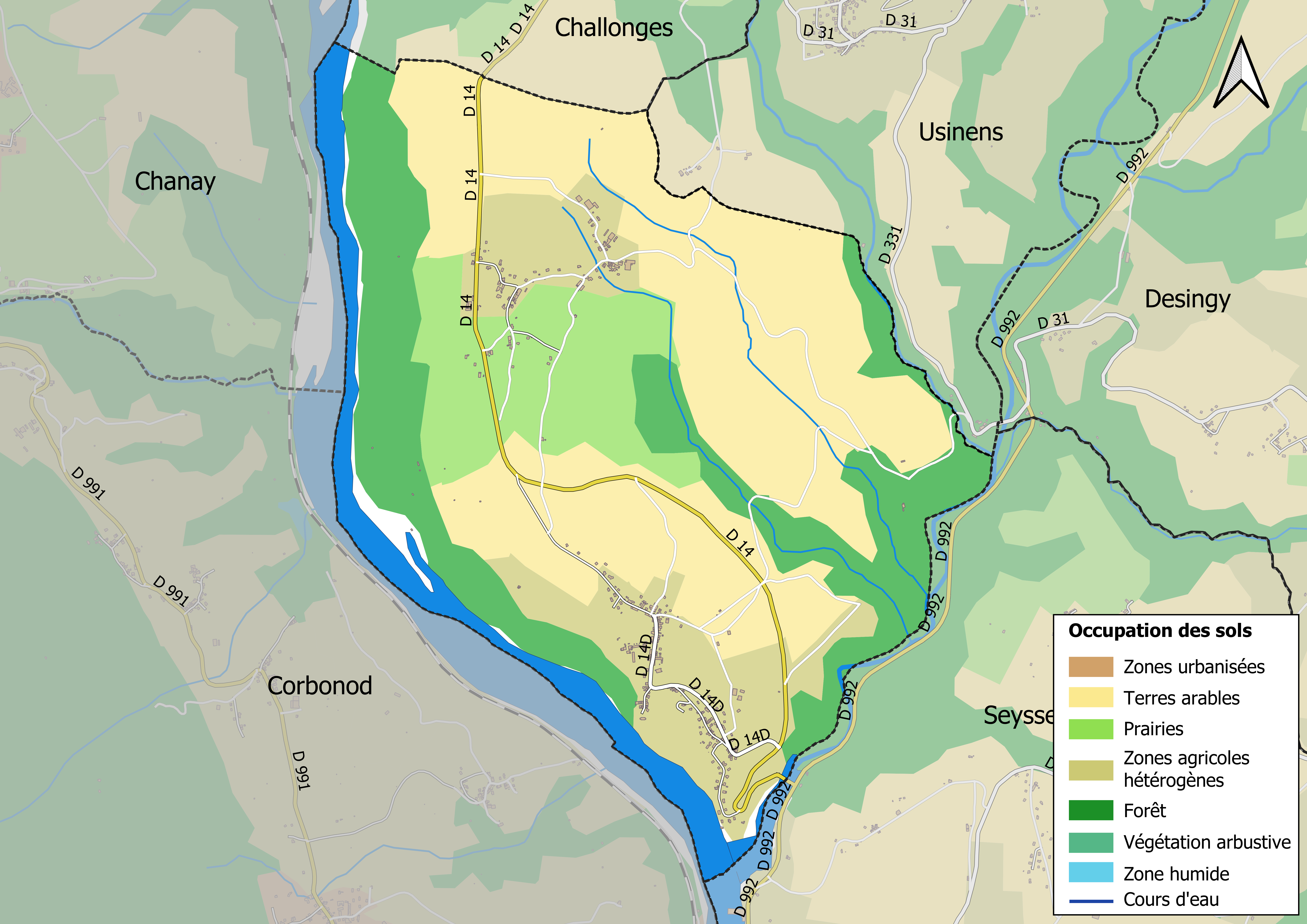
Carte des infrastructures et de l'occupation des sols en 2018 (CLC) de la commune.
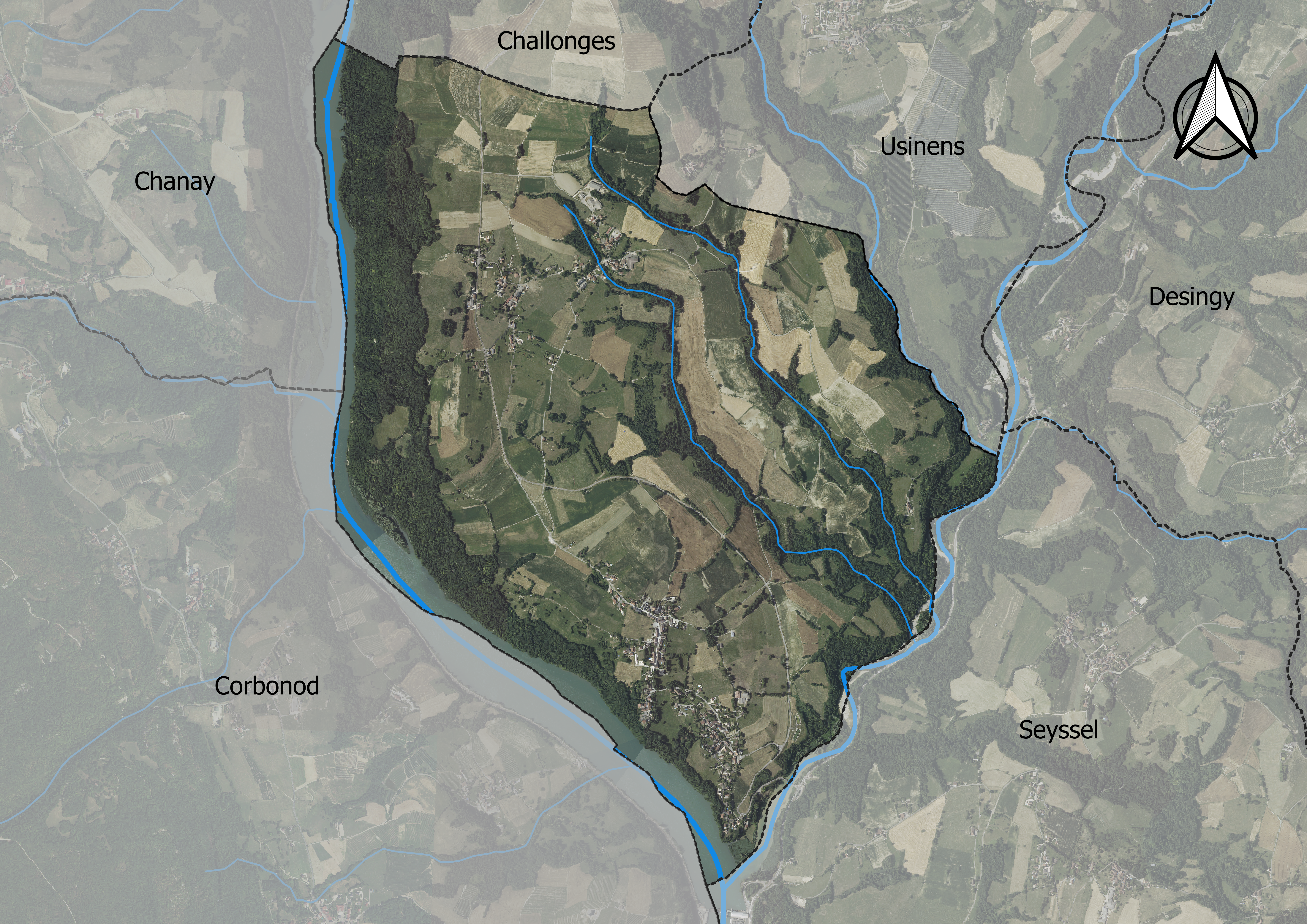
Carte orthophotogrammétrique de la commune.

## Toponymie
En francoprovençal, le nom de la commune s'écrit Bassi (graphie de Conflans) ou Bassi (ORB).

## Politique et administration
| Période                                  | Période   | Identité              | Étiquette | Qualité         |
| ---------------------------------------- | --------- | --------------------- | --------- | --------------- |
|                                          | 1818      | Jean-Baptiste Carelli |           | Comte de Cevins |
|                                          |           | ...                   |           | ...             |
| mars 1977                                | août 1991 | André Abry            | DVD       | ...             |
| août 1991                                | mars 2008 | Patrick Blondet       | DVD       | ...             |
| mars 2008                                | mars 2014 | Étienne Bonaz         | ...       | ...             |
| mars 2014                                | En cours  | Patrick Blondet       | DVD       | Retraité        |
| Les données manquantes sont à compléter. |           |                       |           |                 |

## Démographie
Ses habitants sont appelés les Basseyrannes et les Basseyrands.
L'évolution du nombre d'habitants est connue à travers les recensements de la population effectués dans la commune depuis 1793. Pour les communes de moins de 10 000 habitants, une enquête de recensement portant sur toute la population est réalisée tous les cinq ans, les populations de référence des années intermédiaires étant quant à elles estimées par interpolation ou extrapolation. Pour la commune, le premier recensement exhaustif entrant dans le cadre du nouveau dispositif a été réalisé en 2004.

En 2022, la commune comptait 398 habitants, en évolution de −2,93 % par rapport à 2016 (Haute-Savoie : +6,01 %, France hors Mayotte : +2,11 %).
| 1793 | 1800 | 1806 | 1822 | 1838 | 1848 | 1858 | 1861 | 1866 |
| ---- | ---- | ---- | ---- | ---- | ---- | ---- | ---- | ---- |
| 305  | 378  | 337  | 480  | 521  | 637  | 622  | 656  | 680  |

| 1872 | 1876 | 1881 | 1886 | 1891 | 1896 | 1901 | 1906 | 1911 |
| ---- | ---- | ---- | ---- | ---- | ---- | ---- | ---- | ---- |
| 675  | 673  | 625  | 629  | 581  | 569  | 538  | 520  | 506  |

| 1921 | 1926 | 1931 | 1936 | 1946 | 1954 | 1962 | 1968 | 1975 |
| ---- | ---- | ---- | ---- | ---- | ---- | ---- | ---- | ---- |
| 391  | 360  | 337  | 312  | 355  | 358  | 294  | 280  | 263  |

| 1982 | 1990 | 1999 | 2004 | 2006 | 2009 | 2014 | 2019 | 2022 |
| ---- | ---- | ---- | ---- | ---- | ---- | ---- | ---- | ---- |
| 256  | 312  | 328  | 396  | 414  | 451  | 419  | 419  | 398  |

## Personnalités liées à la commune
- Paul Dufournet (1905-1994), Architecte DPLG, docteur en géographie historique, urbaniste[13] et ethnologue par passion, membre de l'Académie de Savoie[14], auteur de fouilles archéologiques autour de Seyssel et sur le plateau de la Semine[15]. Il possédait une demeure de vacances à Bassy et écrivit un livre sur la Révolution française dans le village et son dernier seigneur[16].

## Lieux et monuments
- Château féodal de Bassy : XIVe siècle ; le château est bâti par les comtes de Savoie en 1307. Il fut la possession des familles : Carelli, Montfalcon, Cevins, Carelli de Bassy et Foncet de Montailleur.
- Château de Bassy[17] : XVIIIe siècle ; propriété des familles : Carelli, Foncet de Montailleur, Passerat de Silans, Costa de Beauregard, Oncieu de la Bâthie et Tassinari.
- Église Saint-Didier (1824)[18].